# Jabari Zuniga
Jabari Zuniga (14 agosto 1997) è un giocatore di football americano statunitense che milita nel ruolo di defensive end per i New York Jets della National Football League (NFL).

## Carriera

### New York Jets
Zuniga al college giocò a football a Florida dal 2016 al 2019. Fu scelto dai New York Jets nel corso del terzo giro (79º assoluto) del Draft NFL 2020. Debuttò come professionista scendendo in campo nell'ottavo turno contro i Kansas City Chiefs mettendo a segno un tackle. La sua stagione da rookie si chiuse con 5 placcaggi in 5 presenze.